# Normalizzazione (matematica)
In matematica, per normalizzazione  si intende il procedimento di dividere tutti i termini di un'espressione per uno stesso fattore in modo che l'espressione risultante abbia una certa norma uguale a 1.

## Normalizzazione in uno spazio vettoriale
In uno spazio vettoriale dotato di prodotto interno e di norma si chiama normalizzazione il procedimento che dato un vettore lo porta ad avere norma unitaria.
Una situazione comune in cui si utilizza questo procedimento è nella costruzione di una base ortonormale (o sistema ortonormale, s.o.n.) dello spazio vettoriale. Supponiamo di essere in uno spazio vettoriale di dimensione {\displaystyle n} e di conoscere già una base completa di vettori che siano tra loro ortogonali; siamo cioè nel caso in cui gli {\displaystyle n} vettori componenti dell'insieme
{\displaystyle B_{O}\ ={\big \{}b_{1},b_{2},\ldots ,b_{n}{\big \}}}
costituiscono una base ortogonale.
Per ottenere una base ortonormale, basta prendere singolarmente ciascuno di questi {\displaystyle n} vettori e dividerli ciascuno per il valore della propria norma (si noti che si tratta di una divisione per uno scalare, perché la norma di un vettore è uno scalare).
{\displaystyle u_{i}={\frac {b_{i}}{\left\|b_{i}\right\|}}\ \ \ i=1,2,\dots n,}
ognuno dei vettori {\displaystyle u_{i}} così ottenuti avrà norma unitaria (sarà quindi anche un versore). Inoltre, questi vettori saranno tra loro ortogonali. Pertanto l'insieme
{\displaystyle B_{u}\ ={\big \{}u_{1},u_{2},\ldots ,u_{n}{\big \}}}
costituisce una base ortonormale dello spazio vettoriale normato.

## Probabilità
Lo spazio vettoriale delle funzioni integrabili di variabile reale è dotato di una seminorma; procedendo come sopra, è possibile normalizzare qualunque tra queste funzioni abbia seminorma non nulla.
In particolare, una funzione {\displaystyle f} di variabile reale, integrabile, sempre positiva (o sempre negativa), con integrale non nullo,
{\displaystyle \int _{-\infty }^{+\infty }f(x)dx=a>0}
può essere riscalata per {\displaystyle a,} dando origine a una funzione di densità di probabilità:
{\displaystyle g(x)={\frac {1}{a}}f(x)\geq 0}
{\displaystyle \int _{-\infty }^{+\infty }g(x)dx={\frac {1}{a}}\int _{-\infty }^{+\infty }f(x)dx=1.}
Questo è un caso particolare di una misura di probabilità ottenuta normalizzando la misura di uno spazio misurabile, con la condizione che lo spazio stesso abbia misura finita e non nulla.
Un esempio nel calcolo delle probabilità è la probabilità condizionata da un evento B, di probabilità non nulla (è certamente finita): questa è ottenuta restringendo lo spazio degli eventi a B e normalizzando la misura.

## Applicazioni

### Trigonometria
In trigonometria la normalizzazione è un metodo per la risoluzione delle equazioni lineari in seno e coseno, chiamato anche metodo dell'angolo aggiunto.
Per risolvere un'equazione del tipo:
{\displaystyle a\sin x+b\cos x+c=0.}
Si dividono entrambi i membri per {\displaystyle {\sqrt {a^{2}+b^{2}}}.}
Questa quantità è diversa da zero, a meno che sia {\displaystyle a} che {\displaystyle b} siano nulli, nel qual caso l'equazione di partenza degenera nel caso banale {\displaystyle c=0.}
Si ottiene:
{\displaystyle {\frac {a}{\sqrt {a^{2}+b^{2}}}}\sin x+{\frac {b}{\sqrt {a^{2}+b^{2}}}}\cos x+{\frac {c}{\sqrt {a^{2}+b^{2}}}}=0.}
Notiamo ora che i due coefficienti {\displaystyle {\frac {a}{\sqrt {a^{2}+b^{2}}}}} e {\displaystyle {\frac {b}{\sqrt {a^{2}+b^{2}}}}} sono entrambi, in modulo, minori di 1, e inoltre la somma dei loro quadrati è 1; pertanto essi possono essere considerati come seno e coseno di uno stesso angolo {\displaystyle \varphi }. Si ha quindi:
{\displaystyle \cos \varphi ={\frac {a}{\sqrt {a^{2}+b^{2}}}}}
{\displaystyle \sin \varphi ={\frac {b}{\sqrt {a^{2}+b^{2}}}}.}
Ora l'equazione iniziale diventa:
{\displaystyle \cos \varphi \sin x+\sin \varphi \cos x+{\frac {c}{\sqrt {a^{2}+b^{2}}}}=0,}
da cui si ottiene
{\displaystyle \sin(x+\varphi )=-{\frac {c}{\sqrt {a^{2}+b^{2}}}}.}
Da questa equazione si può ora facilmente determinare il valore dell'angolo {\displaystyle x+\varphi }, e poiché il valore dell'angolo {\displaystyle \varphi } è noto, si può facilmente ricavare anche l'angolo incognito {\displaystyle x.}